# Okręg wyborczy Conwy
Okręg wyborczy Conwy powstał w 1950 r. i wysyłał do brytyjskiej Izby Gmin jednego deputowanego. Do 1983 r. okręg nosił nazwę Conway. Obejmował on miasto Conwy i okolice w północnej Walii. Został zlikwidowany w 2010 r.

## Deputowani do brytyjskiej Izby Gmin z okręgu Conwy
- 1950–1951: William Elwyn Edwards Jones, Partia Pracy
- 1951–1966: Peter Thomas, Partia Konserwatywna
- 1966–1970: Ednyfed Hudson Davies, Partia Pracy
- 1970–1997: Wyn Roberts, Partia Konserwatywna
- 1997–2010: Betty Williams, Partia Pracy